# Rhaebo hypomelas
Rhaebo  hypomelas  es una especie de anfibio anuro de la familia de sapos Bufonidae. Se encuentra en Colombia y Ecuador, aunque en este último lleva sin registrarse desde 1984. Su  hábitat natural  son los bosques tropicales o subtropicales  húmedos de tierras bajas, ríos, agua dulce, marismas, y  ríos de agua dulce de corrientes intermitentes. Las principales amenazas a la conservación de la especie son la deforestación y la contaminación causada por la fumigación de plaguicidas para la agricultura.